# François Payot de Lignières
François Payot de Lignières (* 1626; † 1704 in Senlis) war ein französischer Schriftsteller und Satiriker.

## Leben und Werk
François Payot de Lignières entstammte dem selbstbewussten Amtsadel. Er war ein Freund von Cyrano de Bergerac, Antoine Furetière und Gilles Boileau und frequentierte die literarischen Salons des Abbé Marolles und der Madame Deshoulières. Er machte sich einen Namen als beißender Satiriker. Zielscheibe seiner Kritik waren Conrart, Boisrobert, Ménage, Pellisson und vor allem Chapelain und dessen Epos La Pucelle. 1674 fand er Unterschlupf am Hofe des Grand Condé in Chantilly und verbrachte dort seinen Lebensabend.

## Werke (moderne Ausgaben)
- Bernard J. Bourque (Hrsg.): Jean Chapelain et la querelle de La Pucelle. Narr Francke Attempto Verlag, Tübingen 2019.
- Frédéric Lachèvre (Hrsg.): Les derniers libertins. Avec notices biographiques et bibliographiques. Champion, Paris 1924. Slatkine, Genf 1968.